# In Praise of Learning
In Praise of Learning is het derde album van de Britse progressieve rock-band Henry Cow.
Het album is het derde van de drie sok-albums van Henry Cow.

## Tracklist
1. War - 2:25 (Anthony Moore / Peter Blegvad)
2. Living In The Heart Of The Beast - 15:30 (Tim Hodgkinson)
3. Beginning / The Long March - 6:26 (Henry Cow/Slapp Happy)
4. Beautiful As The Moon, Terrible As An Army With Banners - 7:02 (Fred Frith/Chris Cutler)
5. Morning Star - 6:05 (Henry Cow/Slapp Happy)

Bij de heruitgave op CD door ESD is één bonustrack toegevoegd, een volledig geremixte versie van het derde nummer.
1. Lovers Of Gold - 6:28 (Henry Cow/Slapp Happy/Chris Cutler)

## Bezetting
- Fred Frith: gitaar, viool, xylofoon, piano
- Tim Hodgkinson: orgel, piano, klarinet
- John Greaves: basgitaar, piano, zang
- Chris Cutler: drums, percussie
- Dagmar Krause: zang
- Peter Blegvad: gitaar, klarinet, zang
- Anthony Moore: piano

gastoptreden van:
- Lindsay Cooper: fagot, hobo
- Geoff Leigh: saxofoon
- Mongezi Feza: trompet